# Павловка (Незнановское сельское поселение)
Павловка — деревня в Кораблинском районе Рязанской области России, входит в состав Незнановского сельского поселения.

## Географическое положение
Павловка находится в северной части Кораблинского района, в 19 км к северу от райцентра.
Ближайшие населённые пункты:

— деревня Каменка в 1 км к юго-востоку по грунтовой дороге;

— деревня Малое Истье (Старожиловский район) в 2,5 км к западу по грунтовой дороге.

## Население
| 2010 |
| ---- |
| 4    |